# Älvsjö
För andra betydelser, se Älvsjö (olika betydelser).

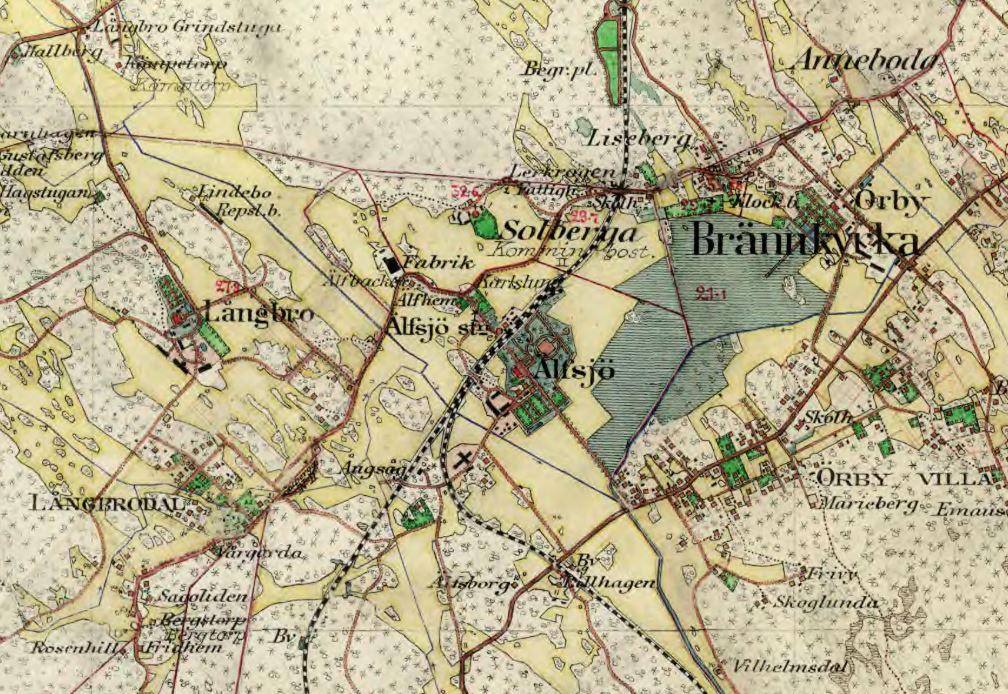
Älvsjö på häradsekonomiska kartan 1901.

Älvsjö uttal (fil) är en stadsdel i Söderort inom Stockholms kommun. Stadsdelen gränsar till Långsjö, Långbro, Solberga, Liseberg, Örby slott, Örby och Hagsätra samt till Snättringe i Huddinge kommun. 
Stadsdelen bildades 1932 och innefattade då dagens stadsdelar Rågsved, Solberga och Hagsätra samt delar av sjön Magelungen. 1945 bildades Solberga som egen stadsdel och till följd av gränsdragningen kom en del av nuvarande Älvsjö centrum att ligga i stadsdelen Solberga.

## Historia
Ortnamnet "Älvsjö" skrevs 1461 Elffuesio (eller Elffuessiø). Förleden är möjligen det fornsvenska mansnamnet Ælve, men tolkningen är osäker. Efterleden sjö syftar på den nu försvunna Brännkyrkasjön (även kallad Kyrksjön), som låg öster om Älvsjö gård och söder om Brännkyrka kyrka.
Efter att Älvsjö station invigdes 1 november 1879 ökade intresset för att uppföra hus i området. Redan 1908 och 1911 förvärvade AB Hem på landet stora delar av gårdens marker och styckade dessa till villatomter.  Den första stadsplanen ritades av Per Olof Hallman och fastställdes 1921.

## Bebyggelse
Öster om Älvsjö station ligger Stockholmsmässan och Scandic Talk Hotel (tidigare Rica Talk Hotel).

## Demografi
År 2017 hade stadsdelen cirka 1 500 invånare, varav cirka 30,7 procent med utländsk bakgrund.
Älvsjö/Solberga klassades som ett utsatt område av polisen 2017. Klassificeringen tog bort 2023.

## Bilder

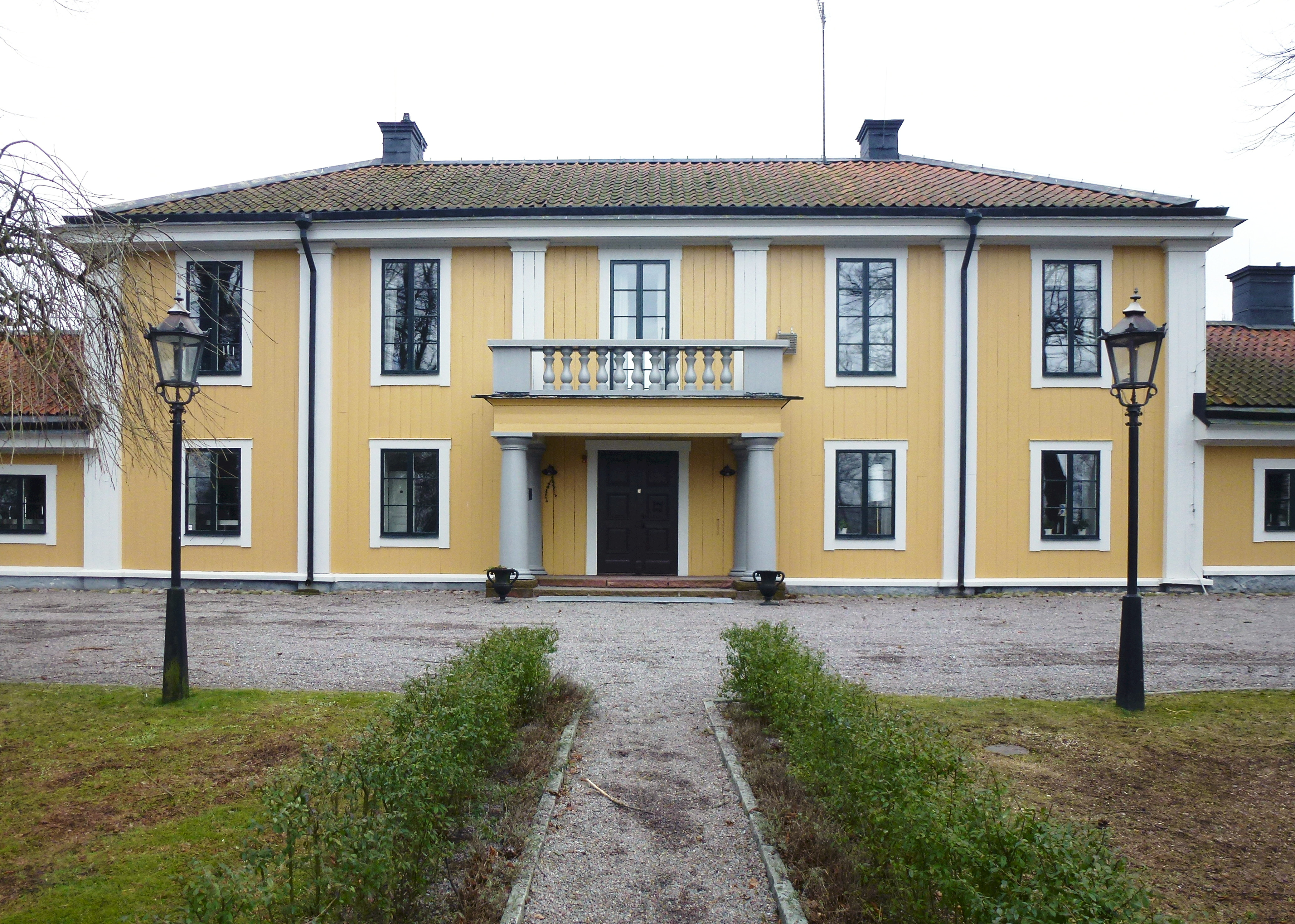
Älvsjö gårds huvudbyggnad, fasad mot öster.
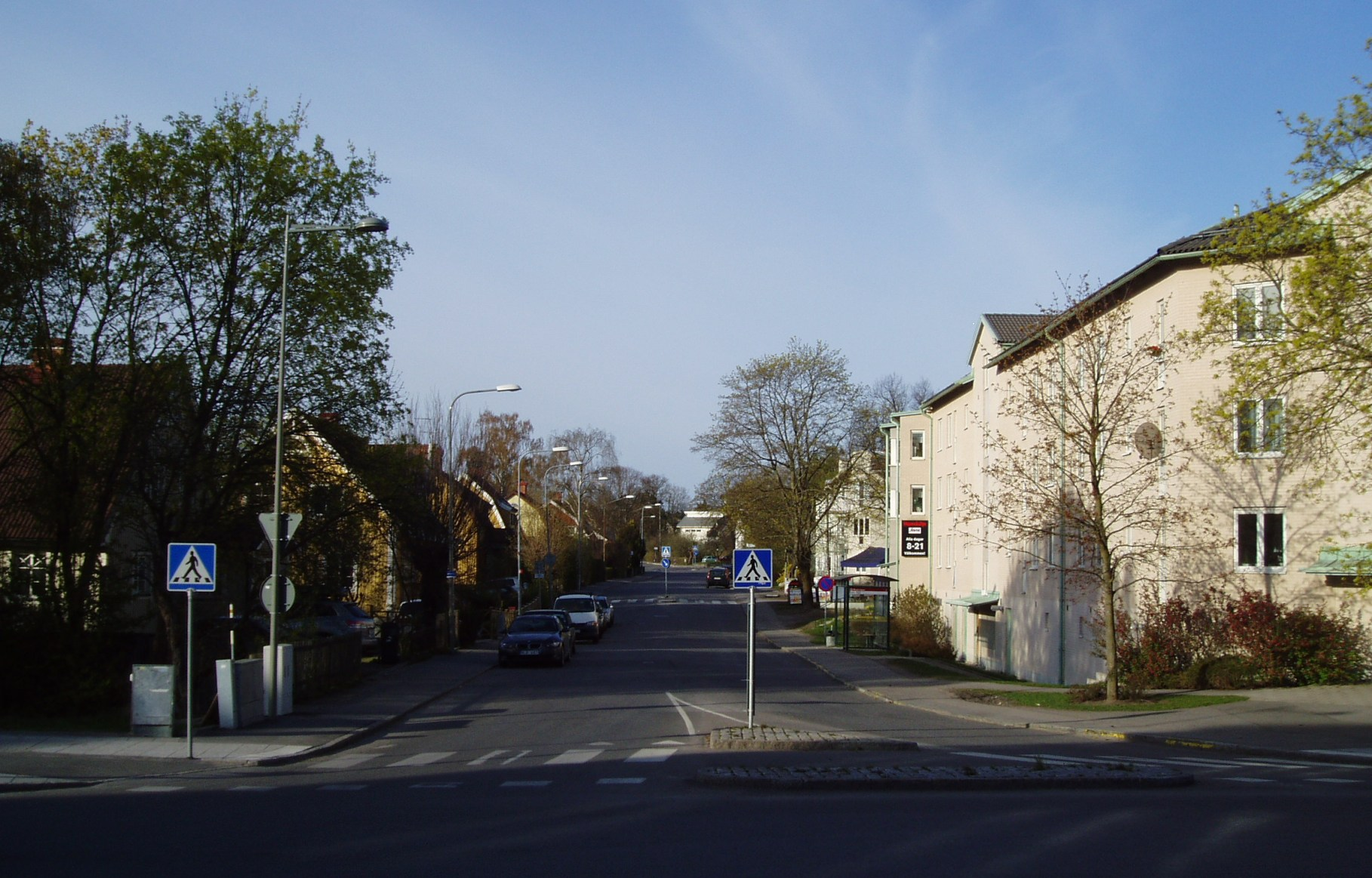
Sjättenovembervägen är gränsväg mellan Långbro och Älvsjö.
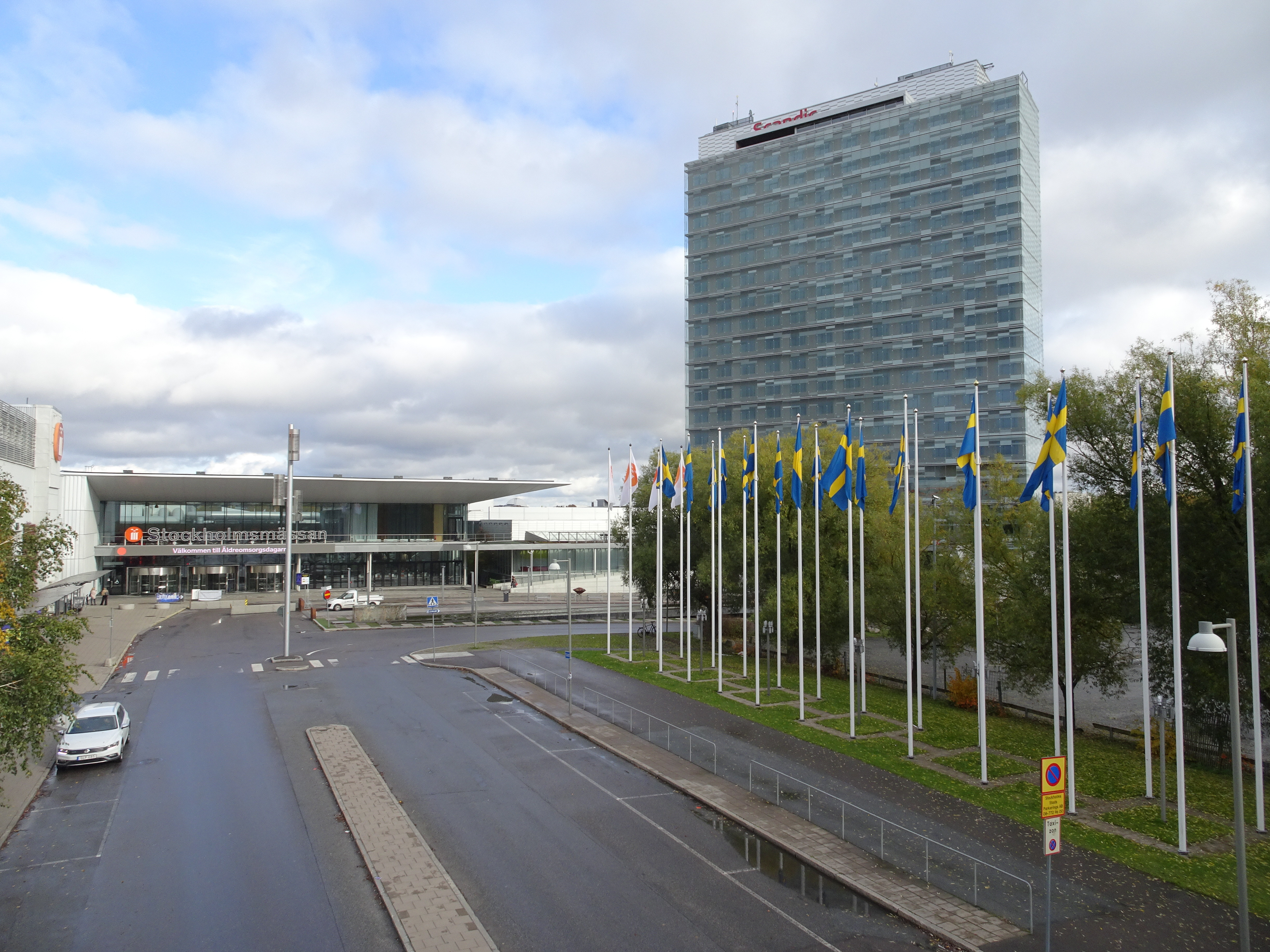
Stockholmsmässans huvudentré med Rica Talk Hotel.
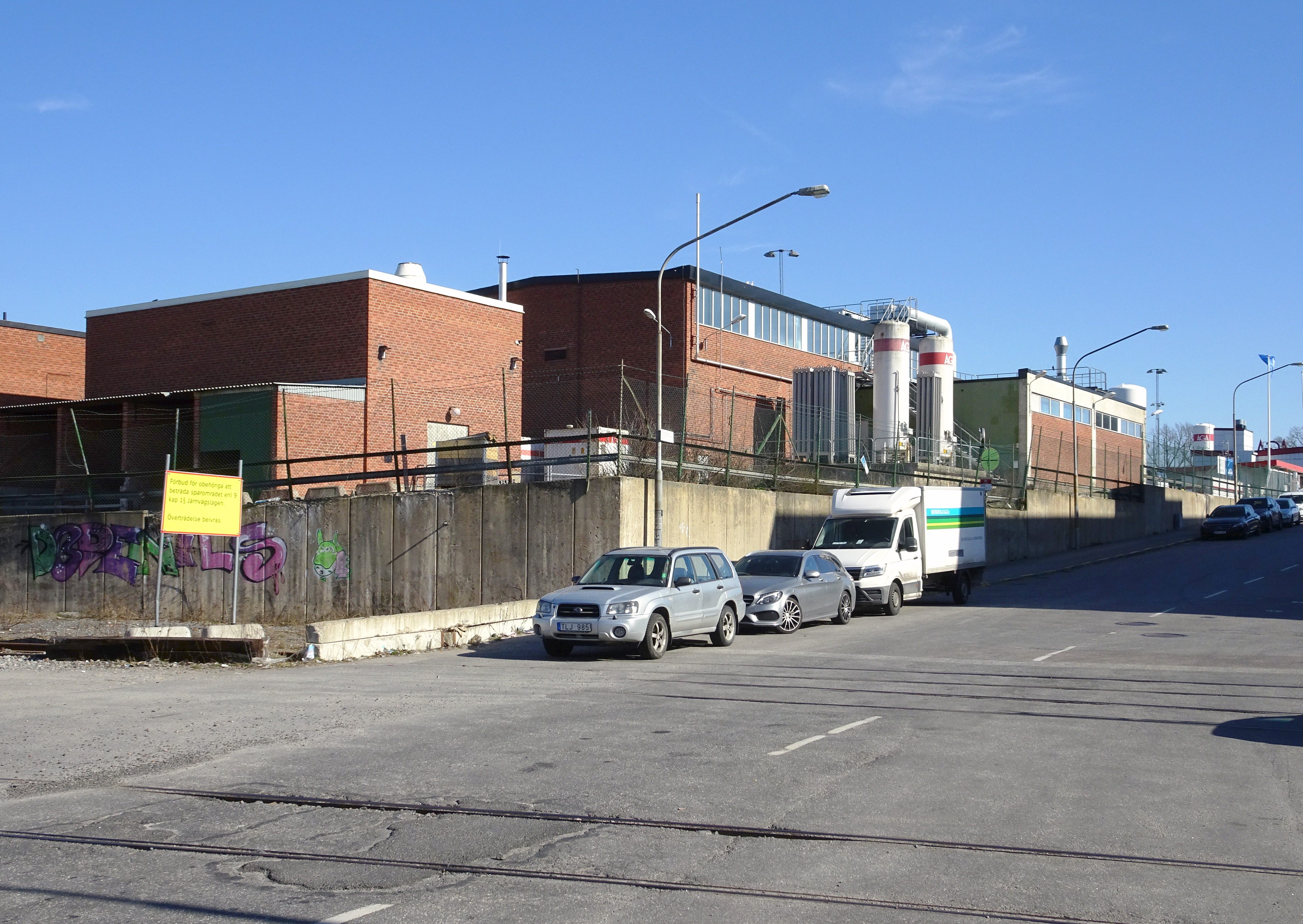
Älvsjö industriområde.